# 不動の動者

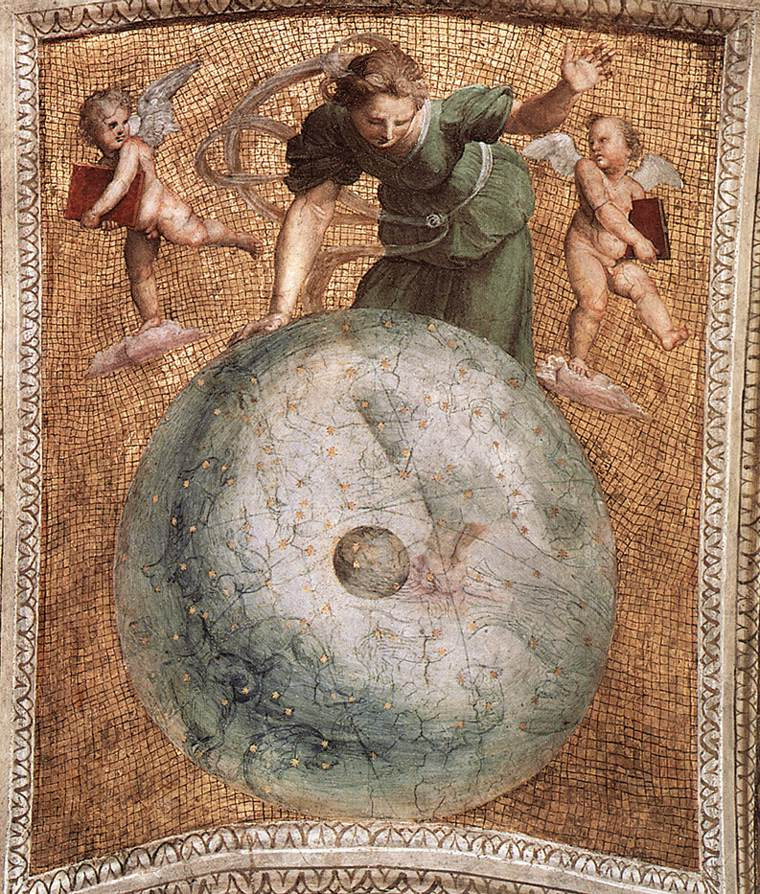
ラファエロ・サンティのPrimer motor。

不動の動者（ふどうのどうしゃ、希: τὸ κινοῦν ἀκίνητον、英: unmoved mover）とは、アリストテレスが『自然学』や『形而上学』の中で言及した、世界（宇宙）の運動（円運動）の根本原因。第一の不動の動者（だいいちのふどうのどうしゃ、希: τὸ πρῶτον κινοῦν ἀκίνητον、英: first unmoved mover）、第一動者（だいいちどうしゃ、希: τὸ πρώτη ἀκίνητον、羅: primum movens、英: first mover）、第一原因（だいいちげんいん、希: πρώτη αιτία、羅: causa prima、英: first cause）とも。

## 概要
アリストテレスの地球中心説（geocentric）的な世界観・宇宙観においては、地球が宇宙の中心にあり、それを取り巻く、アイテールで満たされた宇宙は第一の運動である円運動によって規則正しく動いている。そしてその最外層には、その諸々の運動の原因となっている、何者にも動かされずに自足しつつ他のものを動かす「第一の不動の動者」が控えている。
アリストテレスは『形而上学』の中で、これを「神」（希: θεός テオス）である、とも述べている。この「神」とは、何者にも動かされない、自足した現実態であり、観照（テオーリア）の状態で最高善を体現している。この「神」概念が、中世のスコラ学、特にトマス・アクィナスに受け継がれてキリスト教神学に大きな影響を与えた。
こうしたアリストテレスの宇宙観・神観は、師プラトンの対話篇『ティマイオス』や、その中におけるデミウルゴス概念の影響が顕著であり、大枠は概ねそのまま継承・踏襲している。
アリストテレスは、『ニコマコス倫理学』においても、この「神」概念を引き継ぎつつ、こうした「知性（ヌース）に即した自足的な観照（テオーリア）的な活動」こそが、究極の最高善であり、最高の幸福（エウダイモニア）に他ならないのであり、それは人間の水準を超えた「神的な生活」ではあるが、我々人間はそれに「近い活動」ができるように努力すると同時に、他方であくまで人間として、それに次ぐ第二義的な「人間にとっての（合成的・複合的な）最高善」も必要であり、それらを「国制・法律で指導していく」ために、国家（ポリス）の「政治」（ヘー・ポリティケー）的活動が重要であると述べる。

## 第一哲学
アリストテレスは『自然学』第8巻と『形而上学』第12巻で、「感覚的な世界におけるすべての全体性と秩序に最終的に責任を負う、不滅で不変の存在がなければならない」と主張した。
『自然学』（第8巻4～6）においてアリストテレスは、ありふれた変化を説明することに「驚くほどの困難」を見出し、四つの原因による説明というアプローチを支えるために「かなりの技術的な機構」を必要とした。 この「機構」には、潜在性と現実性、質料形相論、カテゴリー理論、そして「大胆で興味をそそられる議論、すなわち、変化が存在するだけで、第一原因の仮定が必要であり、その必要な存在が運動の世界の絶え間ない活動を支えている（自らは）動くことがなく（他のものを）動かす者が必要であるというもの」が含まれる。 アリストテレスにとっての「第一哲学」である『形而上学』（原義は「自然学の次なる書」）では、独立した神の永遠不変の非物質として不動の動者（πρῶτον κινοῦν ἀκίνητον）の神学が展開されている。

### 第一原因
アリストテレスは『自然学』第8巻で、変化や運動の概念を検討し、「前」と「後」を仮定するだけでも、第一原理が必要であることを挑戦的な議論で示そうとしている。彼は、もし宇宙が初めから存在していたならば、その最初の運動は先行する状態を欠いており、パルメニデスが言ったように、「無から有は生じない」と主張した。後にアリストテレスによるとされる宇宙論的証明は、これによって神の存在を結論づけている。しかし、もし宇宙に始まりがあるとすれば、それには効率的な第一原因(作用因)が必要であるとの見解には致命的な欠陥があるとアリストテレスは主張した。
しかし、何かが常にそうであるという事実によって、適切な第一原理があると普遍的に考えるのは間違った仮定である……従って、デモクリトスは、自然を説明する原因を過去に物事が今と同じように起こったという事実に還元するが、彼はこの「常に」を説明する第一原理を求めるのは適切ではないと考えている……運動のない時代はなかったし、今後も運動のない時代はないという我々の主張を支持するために、我々が言わなければならないことを以上で終わりにしよう『自然学』（8巻2）。
天体の運動を支えるには、少なくとも1つの永遠の不動者が存在しなければならないとアリストテレスは論証している。
存在するもののうち、物質が第一である。しかし、物質がそうであるならば、すべてのものは滅びることができる......しかし、時間と変化はそうではない。唯一の継続的な変化は場所の変化であり、場所の継続的な変化は円運動だけである。したがって永遠の円運動がなければならない。これは純粋に実在する永遠の物質によって動かされる天体によって確認される
アリストテレスの考えでは始まりも終わりもない永遠の宇宙には、無限運動機関の鎖のような時間的実在性と潜在性のない説明が必要であり、プリマムモービレが運動し、それによってすべての地上のサイクルが駆動する不動の永遠なる物質が必要となる。

## 記述
アリストテレスが不動の動者について述べているのは、
- 『自然学』 第8巻
- 『形而上学』 第12巻
- 『動物運動論』

においてである。